# 劉昺
劉昺（1505年—？），字晉初，號望岑，中都長淮衛官籍，湖廣武昌府興國州大冶縣人，明朝政治人物。

## 生平
鳳陽縣學生。嘉靖七年（1528年）戊子科應天府鄉試第二十八名舉人。嘉靖八年（1529年）聯捷己丑科會試第三十一名，登第三甲第一百六十二名進士。九年（1530年）任浙江山陰縣知縣。擢主事，谪州同，升知縣，入为禮部主事，升员外郎、按察司佥事，卒。

## 家族
曾祖劉清，曾任百戶；祖父劉敬；父劉蕙，母李氏。慈侍下。